# Hrastovica Vivodinska
Hrastovica Vivodinska – wieś w Chorwacji, w żupanii karlowackiej, w mieście Ozalj. W 2011 roku pozostawała niezamieszkana.